# Diego Galaz
Diego Galaz (Burgos, 1976) es un músico español, conocido por su faceta de compositor y, sobre todo, como intérprete de violín y de instrumentos poco convencionales  como el serrucho o el violín-trompeta. Se trata de un músico poco frecuente, no solo la variedad de instrumentos que utiliza en sus conciertos, sino por su particular forma de entender la música. Su experiencia en escenarios y el contacto con la música y las armonías de múltiples culturas el han aportado un sonido propio y reconocido por sus oyentes.

## Inicios
Diego Galaz Ballesteros nace en Burgos en 1976 en el barrio de Gamonal, barrio al que siempre se ha sentido orgullosos de pertenecer. Comienza a estudiar música a los 6 años en el conservatorio de la ciudad de Burgos. Desde siempre estuvo obsesionado con el violín y tuvo la suerte de contar con las enseñanzas del compositor Alejando Yagüe o de la prestigiosa violinista Isabel Vila, con la que estudiará durante más de 6 años. Aunque siempre ha sido apasionado de la música clásica, empieza a apasionarse por otros tipos de música, descubre otro tipo de violinistas y el influjo de la música popular. También estuvo varios años tocando la guitarra en distintas bandas de Burgos donde se tocaba música folk , cantautores, celta, funk etc.

## Etapa Madrileña
En 1996 se trasladó a Madrid para continuar sus estudios en el Instituto de Música y Tecnología  y comenzó a colaborar con distintos grupos musicales madrileños. En esa etapa, no era frecuente que los grupos demandaran violinistas, pero también era una ventaja que hubiera poca gente que lo hiciera. Era la época del boom de los bares irlandeses con lo cual era fácil sobrevivir en bandas de música celta o irlandesa. En 1997 se integró en la banda La Cabra Mecánica, en lo que fue su etapa más pop. También entra a formar parte del grupo Revolver, de la mano de Carlos Goñi que le da una oportunidad como violinista. Con ellos participa en la gira "a solas".
Su carrera (especialmente como violinista) le ha llevado a colaborar en giras y grabaciones de numerosos músicos y grupos españoles y extranjeros (Jorge Drexler, Joaquín Sabina, Revólver, M Clan, Carlos Núñez, Alasdair Fraser, Pedro Guerra, Ismael Serrano, Celtas Cortos, Pepe de Lucía, Luis Pastor, Coque Malla, Melendi, M Clan, y un largo etc.)
Aparte de las colaboraciones con diversas bandas y artistas, formó parte del grupo La Musgaña, uno de los grupos folk español por excelencia, donde da rienda suelta a su gusto por la música popular. Fue miembro de la banda Zoobazar, junto a la que grabó dos discos llamados Uno y Dos. En la actualidad Diego Galaz ya no forma parte de La Musgaña y Zoobazar se ha disuelto.

## Etapa en solitario
Junto al acordeonista Jorge Arribas fundó el dúo Fetén Fetén, interpretando composiciones propias y de otros músicos de gran experiencia profesional, como Nacho Mastretta. Sus discos no han sido producidos por ninguna compañía discográfica tradicional, sino que se sufragó con las aportaciones de los seguidores del dúo.

## Festival de instrumentos insólitos
Diego Galaz es director y creador del festival de instrumentos e intérpretes e insólitos de Burgos. Es un virtuoso en la interpretación del violín-trompeta, serrucho y otros instrumentos extravagantes o creados con materiales reciclados. 
Otra faceta desconocida de Diego Galaz es la de profesor. Se dedica a la enseñanza de la música e imparte clases magistrales en distintos ámbitos: como la Escuela de Música Creativa de Madrid, el Aula de Música Tradicional y Popular de Barcelona , o los campamentos Fiddle Camp organizados por Alasdair Fraser.
También ha participado como intérprete en la grabación de numerosas bandas sonoras (El gran Vázquez, Primos) y ha compuesto la de películas como el documental Argentina, la casa desaparecida (2002), dirigido por Álvaro Alonso de Armiño y Lino Varela.
En la actualidad Galaz se vuelca en su proyecto personal Fetén Fetén, con el que está a punto de sacar su cuarto disco. Del mismo modo, colabora con artistas de la talla de Rozalén, instrumentando algunas de sus canciones o actuando en sus directos. Es el violinista de la orquesta de Mastretta. Organiza también anualmente en su ciudad natal, Burgos, un Festival de Instrumentos Insólitos.
Una de sus partituras se publicó en el catálogo del fotógrafo David Palacín para la Bienal de Dakar (2002), donde también colaboraban otros músicos como  Youssou Ndour y el cantaor flamenco El Cabrero.
Recientemente está colaborado con los actos de octavo centenario de la catedral de Burgos, donde ha creado la música oficial para este evento además de participar en distintos conciertos que se desarrollarán con motivo de esta celebración.
Aleph (pianist) acompañó en el escenario del prestigioso teatro de variedades Olympia como parte de su orquesta .
Fue el pregonero de las fiestas patronales de San Pedro y San Pablo 2015 en su ciudad natal, Burgos.